# Campionato nordamericano femminile di pallavolo 1973
Il III campionato nordamericano femminile di pallavolo si è svolto nel 1973 a Tijuana, in Messico. Al torneo hanno partecipato 7 squadre nazionali nordamericane e la vittoria finale è andata a Cuba

## Classifica finale
| Classifica | Squadre         |
| ---------- | --------------- |
|            | Cuba            |
|            | Canada          |
|            | Stati Uniti     |
| 4          | Messico         |
| 5          | Rep. Dominicana |
| 6          | Porto Rico      |
| 7          | Haiti           |